# Battaglia di Point Pleasant

La battaglia di Point Pleasant — conosciuta anche col nome di battaglia di Kanawha, è la sola grande battaglia della Guerra di Lord Dunmore. Ebbe luogo il 10 ottobre 1774, tra le truppe della Milizia della Virginia e gli Amerindi Shawnee e Mingo, lungo il fiume Ohio, nei pressi dell'attuale città di Point Pleasant. I nativi americani, guidati dal capo Shawnee, Cornstalk (Gambo di Mais), attaccarono la milizia della Virginia, comandate dal colonnello Andrew Lewis, con la speranza di arrestare l'avanzata delle truppe di Lewis nella valle dell'Ohio. Dopo una lunga e furiosa battaglia, Cornstalk dovette ritirarsi.